# Halálnál is rosszabb
A Halálnál is rosszabb (angolul Fates Worse than Death) Kurt Vonnegut önéletrajzi temájú esszékötete, ami Virágvasárnap című könyvének a folytatásaként Vonnegut 1980-as években elhangzott előadásaiból és megjelent cikkeiből válogat, azokat életrajzi megjegyzésekkel és történetekkel, illetve néhány fényképpel kiegészítve.
A könyv függelékében megtalálható továbbá Marc Vonnegut könyvének az utószava, Karel Čapek irodalomról írott rövid esszéje, Bernard V. O'Hare Vonneguthoz írt levele, egy részlet a Bombázó kalauza című kiadványból, amely a második világháborúban az amerikai bombázópilóták számára volt hivatott a célpontkiválasztást segíteni, V. Szent Piusz pápa által a tridenti zsinat határozata alapján 1570-ben bevezetett halotti mise szövegének a fordítása, illetve az ennek hatására készült Vonnegut-féle halotti mise szövege és annak latin nyelvű változata.

## Tartalom
|  | Alább a cselekmény részletei következnek! |

Vonnegut ebben a könyvében az 1980-as években elhangzott előadásaiból és cikkeiből válogatva fejti ki nézeteit az Amerikai Egyesült Államok politikájáról, bírálja a fegyverkezési versenyt, mesél a családjáról és saját életéről.

### I.
Az első fejezet vázát egy, az Architectural Digestben megjelent cikk adja, amelyben Vonnegut apjáról, id. Kurt Vonnegutról, az építészről ír.

### II.
A második fejezet Vonnegut nővéréről, édesanyjáról és fiáról, Marc Vonnegutról szól. Ehhez a fejezethez kapcsolódik a függelék első szövege, Marc Vonnegut könyvének utószava.

### III.
A harmadik fejezethez kapcsolódik a függelékben szereplő Karel Čapek-esszé, illetve ez a rész tartalmazza Vonnegut Jackson Pollockról írt cikkét, amit az Esquire magazin felkérésére írt.

### IV.
A negyedik fejezet egy, az Építészeti Szemlében megjelent írást ad közre újra.

### V.
Az ötödik fejezet Vonnegut írótársairól, az írók elismertségéről, illetve az Amerikai Akadémia és Szépművészeti Intézet és az írók közötti viszonyról szól, idézve Nelson Algren amerikai író Soha ne jöjj reggel című regényének 1987-es kiadásához Vonnegut által írt előszót.

### VI.
A hatodik fejezet témája az az önéletrajzi epizód, ami arra késztette Vonnegutot, hogy a tridenti zsinat határozata alapján 1570-ben bevezetett halotti mise szövege helyett egy saját változatot írjon, aminek el is készíttette a latin nyelvű fordítását, és az így létrejött misét elő is adták. A könyv függeléke tartalmazza mind az eredeti mise szövegét, mind pedig a Vonnegut-féle mise szövegét, illetve annak latin fordítását.

### VII.
A hetedik fejezet tárgya az Amerikai Egyesült Államok alkotmányának Első kiegészítése, illetve ennek kapcsán Vonnegut kiállása a szólásszabadság mellett és a cenzúra ellen.

### VIII.
A nyolcadik fejezetben a National Rifle Assocationnel szemben és a szabad fegyvertartás ellen foglal állást.

### IX.
A kilencedik fejezet Vonnegut második, Jill Krementzcel kötött házasságáról szól és tartalmazza a házasság alkalmából Jillnek ajándokozott Emlékkönyvbe írt bevezető szövegét, illetve egy John Updike szonettel zárul, ami az Emlékkönyv végén szerepel.

### X.
A tizedik fejezet tárgya Vonnegut szülővárosához, Indianapolishoz fűződő viszonya, barátsága Bernard V. O'Hare-rel, egykori katonatársával, a második világháborús élményeik, Drezda bombázása, és ennek kapcsán a A stratégiai bombázások létjogosultsága címmel rendezett konferencián elhangzott beszéde, amelyben a stratégiai bombázások létjogosultsága ellen foglal állást.

### XI.
Drezda bombázása kapcsán a bombázás célját kérdőjelezi meg. A fejezet tartalmazza még Vonnegutnak a 2088-ban élőkhöz, a jövő számára írt levelét, amit a Volkswagen gyár felkérésére írt a Time magazinba.
Ehhez a fejezethez kapcsolódik a függelékben található részlet a Bombázó kalauza című kiadványból, amit az amerikai bombázópilóták számára azzal a céllal rendszeresítettek a második világháború alatt, hogy önállóan is tudjanak célpontot keresni a bombaterhük ledobásakor, annak minél hatékonyabb felhasználása érdékében.

### XII.
A tizenkettedik fejezet váza egy 1985-ben, a Bostoni Műegyetem hallgatói előtt elhangzott beszéd, ami egyfajta pacifista tudományos fogadalom megtételét javasolta a hallgatóknak az orvosi eskü szövegének a mintájára, és ami annak idején nem talált visszhangra a hallgatóság körében.

### XIII.
Ez a fejezet a Népi Társadalom elméletéről szól, amit Dr. Robert Redfield előadásaiból ismert meg Vonnegut.

### XIV.
A Nation magazinban megjelent cikkében Vonnegut a fegyverkezési verseny ellen, a „megrögzött háborúrakészülődők” ellen lép fel.

### XV.
A New York-i Szent János Székesegyházban elhangzott beszédében Vonnegut a média, korszerű tömegtájékoztatás szerepét a háborúk megelőzésében „naiv” módon ítéli meg. Itt keresi a választ arra kérdésre is, hogy vajon milyen sorsok lehetnek a halálnál is rosszabbak.

### XVI.
Ez a fejezet Jane Marie Coxról, Vonnegut első feleségéről szól.

### XVII.
A Parade számára 1990 elején írt cikkére építve ez a fejezet a mozambiki állapotokról, a RENAMO által elkövetett bűncselekményekről szól. Vonnegut a CARE segélyszervezet meghívására vett részt ezen a mozambiki úton, hogy utána beszámolhasson az ott tapasztaltakról az amerikai médiában.

### XVIII.
A Columbia Egyetemen műfordítók számára tartott konferencián tartott beszéde kapcsán, azt idézve Vonnegut saját műveinek fordításairól, a fordítóihoz fűződő kapcsolatairól, barátságairól ír a 18. fejezetben.

### XIX.
A tizenkilencedik fejezet tartalmazza a The New York Timesban 1990 tavaszán megjelent cikkét és egy könyvkereskedés karácsonyi katalógusa számára, a könyvolvasás jelentőségéről írott szövegét.

### XX.
A huszadik fejezet többek között arra keresi a választ, hogy mi a titka annak, hogy valakire a hálála után is emlékezzenek. A fejezet végén Vonnegut saját apja haláláról ír.

### XXI.
A utolsó fejezet a humor mibenlétéről, illetve Vonnegut német identitásáról szól.
|  | Itt a vége a cselekmény részletezésének! |

## Megjelenések

### angol nyelven
1. Fates worse than death Autobiographical Collage of the 1980s, Putnam, 1991[1]

### magyarul
1. Halálnál is rosszabb. Életrajzi jegyzetek az 1980-as évekből; ford. Szántó György Tibor, versford. Tótfalusi István; Maecenas, Bp., 1995
2. Halálnál is rosszabb Életrajzi jegyzetek az 1980-as évekből, Maecenas Kiadó, Budapest, 2004., 2. kiadás ford.: Szántó György Tibor[2]

## Külső hivatkozások
- http://www.vonnegutweb.com/
- Könyvismertető a www.ekultura.hu oldalán